# Morre
Morre település Franciaországban, Doubs megyében. Lakosainak száma 1321 fő (2022. január 1.). Morre Montfaucon, Besançon, Saône, La Vèze és Fontain községekkel határos.

## Népesség
A település népességének változása:
| Lakosok száma | 667  | 1009 | 998  | 1221 | 1336 | 1341 | 1361 | 1342 | 1327 | 1321 |
|               | 1968 | 1982 | 1990 | 2006 | 2013 | 2015 | 2017 | 2019 | 2020 | 2022 |